# Sandwich aux œufs
Un sandwich aux œufs est un sandwich garni d'œufs cuits. Les œufs frits, les œufs brouillés, les œufs durs en tranches et la salade aux œufs (un mélange d'œufs cuits hachés, de moutarde et de mayonnaise) sont des options populaires.

## Histoire

### Sandwich à l'œuf au plat
Au-delà du modèle de base de l'œuf au plat entre deux tranches de pain, de nombreux sandwichs courants ont des variantes qui incluent un œuf au plat en plus du bacon, de la saucisse, du fromage, du boudin noir, de la charcuterie ou comme autre garniture d'un hamburger,,. Un sandwich de petit déjeuner populaire dans le New Jersey se compose d'un œuf au plat, d'un pork roll (une préparation culinaire à base de porc) et de fromage américain sur un petit pain. Le sandwich aux œufs du Sud est un sandwich aux œufs et au fromage, avec du bacon et de l'avocat en plus.
Un en-cas populaire auprès des troupes britanniques depuis au moins la Première Guerre mondiale, le « banjo à l'œuf » (egg banjo) est un sandwich composé d'un œuf au plat coulant entre deux tranches de pain épaisses (si possible, beurrées ou avec de la margarine), souvent accompagné d'une chope de gunfire (une boisson à base de thé et de rhum). Une explication populaire de l'origine du terme est l'acte de nettoyer l'œuf renversé sur la chemise, le sandwich étant tenu sur le côté d'une main tandis que l'autre essuie les gouttes, donnant l'impression de jouer d'un banjo invisible,.

### Sandwich aux œufs durs
Un livre de cuisine britannique de 1905 décrit un sandwich aux œufs fait d'œufs durs marinés dans de l'huile, de vinaigre, de sel et de poivre, et garni de cresson haché. Un sandwich à l'œuf et au chutney est fait à base de chutney et d'œufs durs hachés ; un sandwich à la crème d'œuf est fait d'œufs durs écrasés en une pâte lisse et assaisonnés d'anchois et de moutarde. Une alternative courante consiste à écraser l'œuf dur avec de la mayonnaise, du sel et du poivre noir, généralement appelée simplement « œuf mayonnaise » ou « œuf mayo ». Le cresson est souvent considéré comme l'accompagnement typique d'un sandwich aux œufs. La sauce à salade est également une alternative courante à la mayonnaise, principalement au Royaume-Uni.